# Round Lake (Minnesota)
Round Lake és una població dels Estats Units a l'estat de Minnesota. Segons el cens del 2000 tenia 424 habitants.

## Demografia
Segons el cens del 2000, Round Lake tenia 424 habitants, 191 habitatges, i 109 famílies. La densitat de població era de 157,4 habitants per km².
Dels 191 habitatges en un 29,8% hi vivien nens de menys de 18 anys, en un 49,2% hi vivien parelles casades, en un 6,3% dones solteres, i en un 42,9% no eren unitats familiars. En el 38,7% dels habitatges hi vivien persones soles el 17,8% de les quals corresponia a persones de 65 anys o més que vivien soles. El nombre mitjà de persones vivint en cada habitatge era de 2,22 i el nombre mitjà de persones que vivien en cada família era de 2,99.
Per edats la població es repartia de la següent manera: un 23,6% tenia menys de 18 anys, un 9% entre 18 i 24, un 29% entre 25 i 44, un 20% de 45 a 60 i un 18,4% 65 anys o més.
L'edat mediana era de 38 anys. Per cada 100 dones de 18 o més anys hi havia 79 homes.
La renda mediana per habitatge era de 25.938 $ i la renda mediana per família de 36.125 $. Els homes tenien una renda mediana de 25.278 $ mentre que les dones 17.596 $. La renda per capita de la població era de 15.476 $. Entorn del 10,7% de les famílies i l'11,3% de la població estaven per davall del llindar de pobresa.

## Poblacions més properes
El següent diagrama mostra les poblacions més properes.